# Nova Iorque
Nova Iorque is een gemeente in de Braziliaanse deelstaat Maranhão. De gemeente telt 5.087 inwoners (schatting 2009).